# Torneio de xadrez de Nova Iorque de 1927
O Torneio de xadrez de Nova Iorque de 1927 foi uma competição de elite do xadrez organizado na cidade de Nova Iorque entre 19 de fevereiro e 23 de março. O evento ocorreu no Trade Banquet Hall em Manhatan, sendo o presidente do torneio o jogador de xadrez Julius Finn. O torneio foi disputado no formato todos-contra-todos com quatro jogos entre cada participante e os prêmios foram generosos: $2,000 para o vencedor, $1,500 para o segundo lugar e $1,000 para o terceiro lugar. Os demais participantes receberam $50 por cada vitória e $25 por cada empate. Capablanca venceu o torneio, assim como o prêmio de brilhantismo, ficando Alekhine em segundo Nimzowitsch em terceiro.

## Tabela de resultados[3]
| # | Jogador              | 1    | 2    | 3    | 4    | 5    | 6    | Total |
| - | -------------------- | ---- | ---- | ---- | ---- | ---- | ---- | ----- |
| 1 | José Raúl Capablanca | **** | 1½½½ | 1½1½ | ½½1½ | ½½1½ | 11½1 | 14    |
| 2 | Alexander Alekhine   | 0½½½ | **** | ½01½ | ½½½½ | 1½½1 | ½1½1 | 11½   |
| 3 | Aron Nimzowitsch     | 0½0½ | ½10½ | **** | ½100 | ½1½1 | ½11½ | 10½   |
| 4 | Milan Vidmar         | ½½0½ | ½½½½ | ½011 | **** | ½½½½ | ½½10 | 10    |
| 5 | Rudolf Spielmann     | ½½0½ | 0½½0 | ½0½0 | ½½½½ | **** | ½½1½ | 8     |
| 6 | Frank Marshall       | 00½0 | ½0½0 | ½00½ | ½½01 | ½½0½ | **** | 6     |

## Literatura
- Alekhine, Alexander: International Chess Tournament New York 1927, Dallas, Chess Digest 1972